# کریت براون
کریت براون (انگلیسی: Kerrith Brown؛ زادهٔ ۱۱ ژوئیهٔ ۱۹۶۲) جودوکار اهل بریتانیا بود.
از افتخارات وی میتوان به کسب مدال برنز وزن ۷۱ کیلوگرم در بازی‌های المپیک تابستانی ۱۹۸۴ اشاره کرد. وی هم‌اکنون ریاست فدراسیون بین‌المللی هنرهای رزمی ترکیبی را برعهده دارد.